# Томазо
Томазо (гаїт. креол. Tomazo) — муніципалітет у Західному департаменті Гаїті.
Має населення 52 017 жителів.